# Лунгерсгаузен, Фридрих Вильгельмович
Фридрих (Фридрих-Отто-Юлиус) Вильгельмович Лунгерсгаузен (12 мая 1884, Беково, Саратовская губерния — 11 мая 1960, Бийск, Алтайский край) — российский и советский геолог, учёный и педагог, первый профессор Бийского учительского института, кандидат геолого-минералогических наук. Один из крупнейших геологов довоенной Белоруссии (до 1937 года).   Автор свыше 30 научных работ на геологические темы. Член Института белорусской культуры.  

## Биография
Родился 12 мая (30 апреля) 1884 года в селе Беково (Саратовская губерния). Отец –  наёмный садовник,  умер, когда Фридрих был ребенком. 
Среднее образование получил в классической гимназии Тамбова. 
В 1907 году  по поручению Императорского Московского общества испытателей природы,  приступил к научным исследованиям в Саратовской губернии. Далее А. С. Козменко он исследовал карст восточной части Среднерусской возвышенности.  
Окончил естественное отделение физико-математического факультета Московского университета в 1909-м году,  государственные экзамены держал в 1911 году и получил диплом первой степени кандидата геологии, научным руководителем был академик Алексей  Петрович Павлов.
С 1908 года состоял на службе Тульского губернского земства и производил геологические и гидрогеологические исследования в южной части Тульской губернии.   
В 1910-1911 годах учитель физики и естествознания, проживает в городе Данков Рязанской губернии, где в 1910-м году родился его сын. Состоял в переписке с Иваном Парфеньевичем Бородиным.
В 1912 году под руководством профессора В.Д. Соколова проводил гидрогеологические наблюдения в Темниковском (Мордовия) и Спасском (Тамбов) уездах. 
С 1912 года занимается преподавательской работой.   
В 1913-1918 годы работал геологом в Тамбовском губернском земстве. В 1918-1921 годы преподавал в Тамбовском сельскохозяйственном институте.   
В 1922-1923 годы преподавал географию в 16-й пехотной Тамбовской школе комсостава.   
До 1937 года он проводил большие геологические исследования в Белоруссии.  
В 1923-1934 годах заведующий кафедрой геологии и гидрогеологии Горы-Горецкого земледельческого института (с 1925 года ).  
С 1926 года председатель научного общества по изучению Беларуси (г. Горки)
В  1923 году утвержден в ученом звании профессора по кафедре географии, в 1937-м — присуждается степень кандидата геолого-минералогических наук (без защиты диссертации). 
В мае 1927 года по направлению БСХА  совершил поездку в Германию для ознакомления с геолого-исследовательской работой. В сентябре 1934 года по состоянию здоровья был переведён на работу в Саратовский педагогический институт.  
В 1941-м году как немец был уволен из института выслан из Саратова. В 1944-м году находился в Уфе (переписывался со геологом, академиком Павлом Ивановичем Степановым), далее в Бийске, где возглавил кафедру географии естественно-географического факультета Бийского учительского института, где проработал почти до самой смерти.

## Публикации
- «Некоторые новые данные о меловых отложениях Саратовской губернии»(1909)
- «О следах тектонических образований на юге Тульской губернии» (1909)
- «О провалах на юге Тульской губернии» (1911).
- Введение в геологию Белоруси(1930)

## Семья
- Сын — Лунгерсгаузен, Генрих-Лев Фридрихович (1910-1966), геолог
- Жена — Елена Николаевна Лунгерсгаузен (Воскресенская).